# Weronika Zawistowska
Weronika Zawistowska (Warschau, 17 december 1999) is een voetbalspeelster uit Polen. Ze speelt als aanvaller voor 1. FC Köln in de Bundesliga.

## Clubcarrière
Zawistowska begon in 2007 met voetballen in een jongensteam van UKS Bródno Warsaw. In de Poolse hoofdstad kwam ze ook van 2008 tot 2015 uit voor MUKS Praga. Hierna begon haar profcarrière bij Górnik Łęczna waar ze tot 2019 onder contract stond. Vervolgens kwam ze uit voor competitiegenoot Czarni Sosnowiec. Op 3 augustus 2019 maakte ze haar debuut voor deze club in een gelijkspel tegen GKS Katowice dat in een 1-1 gelijkspel eindigde. In haar laatste seizoen bij de club speelde ze zestien competitiewedstrijden waarin ze zes doelpunten wist te maken en daarmee bijdroeg aan het Poolse landskampioenschap.  Ook won ze dat seizoen met haar club de Poolse beker door in de finale af te rekenen met UKS SMS Lódz.
Voorafgaand aan het seizoen 2021/22 tekende Zawistowska een contract bij de Duitse topclub FC München München. Om meer speelminuten te krijgen werd ze in dat seizoen uitgeleend aan competitiegenoot 1. FC Köln. Zawistowska debuteerde 28 augustus 2021 in de Bundesliga in een 1-1 gelijkspel tegen SG Essen-Schönebeck. Een week eerder had ze al haar debuut voor de club uit Keulen gemaakt in een DFB Pokalwedstrijd tegen TSG Lütter.
Na twee jaar verhuurd te zijn aan 1. FC Köln, keerde Zawistowska in 2023 terug bij FC Bayern München. In augustus 2023 scheurde Zawistowska haar kruisband waardoor ze lange tijd buitenspel stond. In haar derde wedstrijd voor FC Bayern München, een 2-2 gelijkspel uit bij SC Freiburg, maakte Zawistowska haar eerste doelpunt in de Bundesliga.
In juli 2025 keerde Zawistowska terug bij 1. FC Köln, waar ze een contract tot 30 juni 2027 tekende.

## Statistieken
| Seizoen | Club              | Land      | Competitie | Wedstrijden | Doelpunten |
| ------- | ----------------- | --------- | ---------- | ----------- | ---------- |
| 2021/22 | 1. FC Köln        | Duitsland | Bundesliga | 22          | 3          |
| 2022/23 | 1. FC Köln        | Duitsland | Bundesliga | 20          | 2          |
| 2023/24 | FC Bayern München | Duitsland | Bundesliga | 0           | 0          |
| 2024/25 | FC Bayern München | Duitsland | Bundesliga | 8           | 1          |
| 2025/26 | 1. FC Köln        | Duitsland | Bundesliga | 0           | 0          |
| Totaal  | Totaal            | Totaal    | Totaal     | 50          | 6          |

Bijgewerkt t/m 15 juli 2025.

## Interlandcarrière
Zawistowska maakte haar debuut voor het Poolse nationale team op 31 augustus 2018 in een 4-1 overwinning op Wit-Rusland. Op 23 oktober 2023 maakte ze haar eerste interlanddoelpunten in een 3-0 overwinning op Azerbeidzjan. Zawistowska tekende de 2-0 in de 47e minuut aan en de 3-0 in de 65e minuut.